# Neustädter Teichgebiet
Neustädter Teichgebiet este o arie protejată (arie specială de conservare — SAC, sit de importanță comunitară — SCI) din Germania întinsă pe o suprafață de 467 ha, integral pe uscat.

## Localizare
Centrul sitului Neustädter Teichgebiet este situat la coordonatele 50°45′16″N 11°44′27″E / 50.7544°N 11.7408°E.

## Înființare
Situl Neustädter Teichgebiet a fost declarat sit de importanță comunitară în septembrie 2000 pentru a proteja 3 specii de animale. Situl a fost protejat și ca arie specială de conservare în iulie 2008.

## Biodiversitate
Situată în ecoregiunea continentală, aria protejată conține 7 habitate naturale: Ape stătătoare oligotrofe până la mezotrofe, cu vegetație de Littorelletea uniflorae și/sau de Isoëto-Nanojuncetea, Lacuri eutrofice naturale cu vegetație de tip Magnopotamion sau Hydrocharition, Cursuri de apă de la nivel de câmpie la nivel montan, cu vegetație Ranunculion fluitantis și Callitricho-Batrachion, Liziere de ierburi înalte hidrofile de câmpie și de nivel montan până la alpin, Mlaștini turboase de tranziție și turbării mișcătoare, Păduri de fag Luzulo-Fagetum, Păduri aluvionare cu Alnus glutinosa și Fraxinus excelsior (Alno-Padion, Alnion incanae, Salicion albae).
La baza desemnării sitului se află mai multe specii protejate:
- păsări (2): minunița (Aegolius funereus), gaia roșie (Milvus milvus)
- amfibieni (1): triton cu creastă (Triturus cristatus)

Pe lângă speciile protejate, pe teritoriul sitului au mai fost identificate 6 specii de plante, 6 specii de amfibieni, 3 specii de mamifere, 10 specii de nevertebrate, 2 specii de pești, 4 specii de reptile.